# Municipio de Lagrange
El municipio de Lagrange (en inglés: Lagrange Township) es un municipio ubicado en el condado de Bond en el estado estadounidense de Illinois. En el año 2010 tenía una población de 1169 habitantes y una densidad poblacional de 9,71 personas por km².

## Geografía
Según la Oficina del Censo de los Estados Unidos, el municipio tiene una superficie total de 120.38 km², de la cual 118,14 km² corresponden a tierra firme y (1,86 %) 2,24 km² es agua.

## Demografía
Según el censo de 2010, había 1169 personas residiendo en el municipio de Lagrange. La densidad de población era de 9,71 hab./km². De los 1169 habitantes, el municipio de Lagrange estaba compuesto por el 98,12 % blancos, el 0,51 % eran afroamericanos, el 0,34 % eran amerindios, el 0,26 % eran de otras razas y el 0,77 % eran de una mezcla de razas. Del total de la población el 1,37 % eran hispanos o latinos de cualquier raza.